# ウクライナ国海軍
ウクライナ国海軍(うくらいなこくかいぐん；ウクライナ語: Український державний флот ウクライィーンスィクィイ・デルジャーヴヌィイ・フロート)は、ウクライナ国（1918年4月29日 - 同年12月14日）の保有した海軍である。

ウクライナ国海軍軍艦旗(1918年7月制定)

## 成立と終焉
ウクライナ国海軍は、ウクライナ国に先立つウクライナ人民共和国の海軍艦隊を受け継ぐ形で建設された。1918年4月30日にドイツ帝国軍がセヴァストーポリをボリシェヴィキから奪回すると、同地を根拠地としていた旧ロシア帝国の黒海艦隊の艦艇の大部分を手中に収めた。
しかしながら、ウクライナ国はドイツ帝国の軍事力を背景にした政変で政権を打ち立てたため、ドイツ軍部に対して立場が弱かった。黒海に駐留した海軍艦艇の主要なものはドイツ帝国海軍地中海艦隊に編入され、地中海へ持ち去ることを主張したが、この計画は第一次世界大戦の推移とウクライナ国政府の抗議によって実現せず、艦艇はウクライナ領内に留まった。
ウクライナ国海軍では、黒海艦隊を主力とする艦隊に加え、陸戦部隊である海軍歩兵、飛行艇などを装備した海軍航空隊が編成された。
その後も同軍は赤軍などから艦艇を奪取するなどしてその勢力を増していった。ウクライナ国政権はウクライナ人にたいへん評判が悪かったため、人気取りの一環として海軍艦艇の名称の「ウクライナ化」を実行することとなり、9月17日、まず初めに航洋砲艦クバーネツ(Кубанец:クバン・コサックのこと)がザポロージェツィ(Запорожець:ザポロージャ・シーチのコサックのこと)に改称された。
しかしながら、同年12月にドイツ軍が本国の敗戦によりウクライナから撤退すると、後ろ盾を失ったウクライナ国の元首パウロー・スコロパードシクィイは亡命、ウクライナ国は崩壊し、黒海にあったウクライナ国艦隊はイギリス・フランス連合の革命干渉軍に接収された。それらの艦艇は一時イギリス海軍に編入されたが、のちに多くは南ロシア軍に引き渡された。

## 編成
- 黒海艦隊
- ドナウ＝ブーフ小艦隊
- アゾフ小艦隊
- 海軍歩兵
- 海軍航空隊

## 主な艦艇
1918年秋の時点
- 註1:艦名はウクライナ語名に沿った表記、但し一部ロシア語名。
- 註2:この時点ですでに戦没したり、他勢力によって奪われている艦艇がある。また、ドイツ海軍に組み入れられ独自の名称を与えられている艦艇もある。ここでは、実情に拘らずウクライナ国海軍の目録にあげられる艦艇を記載する。
- 註3:この一覧ではすべての艦艇は網羅していない。

- 凡例
  - *:この時点で建造中の未完成艦艇。
  - **:この時点で戦没・事故等で失われている艦艇。在籍のみ。
  - ***:この時点で修理中の艦艇。
  - 特記なきものは現役稼動中、もしくは状況不明。

### 戦列艦
弩級戦艦
- インペラトルィーツャ・マリーヤ級戦列艦
  - ヴォーリャ
  - スヴォボードナ・ロシーヤ[1]**
  - インペラトルィーツャ・マリーヤ***
- ソボールナ・ウクライィーナ級戦列艦
  - ソボールナ・ウクライィーナ*

前弩級戦艦・旧艦隊装甲艦
- イェウスターフィイ級戦列艦
  - イェウスターフィイ
  - イオアン・ズラトウースト(イオアン・ズラトウースティイとも)
- ボレーヅィ・ザ・スヴォボードゥ級戦列艦
  - ボレーヅィ・ザ・スヴォボードゥ
- トルィー・スヴャティーテリ級戦列艦
  - トルィー・スヴャティーテリ
- ロスティスラーウ級戦列艦
  - ロスティスラーウ
- カテルィーナ2世級戦列艦
  - シノープ
  - ヘオールヒイ・ポビドノーセツィ(ユーリイ・ポビドノーセツィとも)

### 一等巡洋艦
軽巡洋艦
- スヴェトラーナ級軽巡洋艦(ヘチマン・ボフダン・フメリニツキー級軽巡洋艦)
  - ヘチマン・ボフダン・フメリニツキー*
  - ヘーチマン・ペトロー・ドロシェーンコ*
  - ヘーチマン・ペトロー・コナシェーヴィチ＝サハイダーチュヌィイ*
  - タラース・シェウチェーンコ*

防護巡洋艦
- ボガトィーリ級防護巡洋艦
  - ヘーチマン・イヴァーン・マゼーパ
  - カフール
- プルート級防護巡洋艦
  - プルート[2]

### 二等巡洋艦
補助巡洋艦
- ダーキヤ
- インペラートル・トラヤーン
- レジェーレ・カーロリ1世

### 駆逐艦
- フルーブィイ級駆逐艦[3]
  - ネスポキーイヌィイ
  - フルーブィイ
  - グニーヴヌィイ
  - プロヌィーズルィヌィイ**
- シュチャスルィーヴィイ級駆逐艦[3]
  - シュチャスルィーヴィイ
  - シュヴィドクィーイ
  - ホロスヌィーイ**
  - パルクィーイ
  - ポスピーシュヌィイ
- バトゥールィン級駆逐艦[3]
  - クィーイィウ(キイウ)**
  - チヒルィン**
  - バトゥールィン**
  - リヴィーウ(リヴィウ)
  - イヴァーン・ヴィホーヴシクィイ*
  - イヴァーン・シルコー*
  - プィルィープ・オールルィク*
  - コースチ・ホルジイェーンコ*
  - マルティーン・ネババ*
  - イヴァーン・ピドコーヴァ*
  - ペトロー・モヒーラ*
  - イヴァーン・コトリャレーウシクィイ*
- レイテナーント・シェスタコーフ級駆逐艦
  - レイテナーント・シェスタコーフ**
  - レイテナーント・ザツァリョーンヌイ**
  - カピターン・サーケン
  - カピターン＝レイテナーント・バラーノフ**

### 水雷艇
- ホロスヌィーイ級水雷艇[4]
  - ジャルクィーイ
  - ジヴィーイ
  - ジャフルィーヴィイ
  - ザヴィートヌィイ
  - ザヴィードヌィイ
  - ズヴィンクィーイ
  - ジルクィーイ
- ソーキル級水雷艇[4]
  - クミトルィーヴィイ**
  - リューティイ
  - ストリムクィーイ
  - スヴォールィイ
- ペールノウ級水雷艇
  - 第270号水雷艇
  - 第271号水雷艇
  - 第272号水雷艇
  - 第273号水雷艇
  - 第274号水雷艇

### 潜水艦
- AH級潜水艦
  - AH-21
  - AH-22*
  - AH-23*
- バールス級潜水艦
  - ハハーラ
  - チュートカ
  - オルラーン
  - ブレヴィースヌィク
  - ペリカーン*
  - レービジ*
- ナルヴァール級潜水艦
  - ナルヴァール
  - クィート
  - カシャロート
- ネールパ級潜水艦
  - チュレーニ
  - ネールパ
- クラーブ級機雷敷設潜水艦
  - クラーブ
- カールプ級潜水艦
  - カラーシ
  - カールプ
- ソーム級潜水艦
  - ロソーシ
  - スダーク
- カサートカ級潜水艦
  - スカート
  - ムィーニ

### 航洋砲艦
- ザポロージェツィ級砲艦[5]
  - ドネーツィ
  - テーレツィ
  - ザポロージェツィ[6]

### 機雷敷設艦艇
- ブーフ級機雷敷設艦
  - ブーフ
  - ドゥナーイ
- 小型内火機雷敷設艇
  - A
  - B
  - V
  - E
  - D

### 電纜敷設艦
- ミーナ級電纜敷設艇
  - ミーナ

### 特設機雷敷設艦
- ベシュターウ
- ドィフターウ
- クセーニヤ大公妃
- オレクシーイ大公
- コスチャンティーン大公
- スヴャティーイ・ムィコーラ
- ツェサレーヴィチ・ヘオールヒイ

### 掃海艦艇
- アリバトロース級掃海艇
  - アリバトロース
  - バクラーン
- チャイカ級掃海艇
  - チャイカ
- 特設掃海艇[7]

### 通報艦
水上機巡洋艦・水上機輸送艦
- アルマーズ[8]
- レスプブリカーネツィ
- アヴィアートル
- ルムーニヤ

### 通報艇
- ヤーストルブ[9]
- ビエルケ級水雷艇[10]
  - 第1号通報艇
  - 第3号通報艇
- ダゴ級水雷艇[10]
  - 第4号通報艇
- ヘレンジーク級水雷艇[10]
  - 第9号通報艇
- ポチ級水雷艇[10]
  - 第10号通報艇
- アーボ級水雷艇[10]
  - ミニョール
  - 第11号通報艇
- アードレル級水雷艇[10]
  - レトゥーチイ[10]

### 装甲艇
- バフネート級装甲艇
  - バフネート
  - キンジャール
  - ラピーラ
  - シャーブリャ
  - ピーカ
  - スピース
- N型装甲艇

### 偵察艇
- 偵察内火艇

### 補助艦艇
- エリピジフォル級機雷敷設・掃海母艦・揚陸艦
  - 第410号艦
  - 第411号艦
  - 第412号艦
  - 第413号艦
  - 第414号艦
  - 第415号艦
- ボリンデル級揚陸艇
  - 第410号艇
  - 第411号艇
  - 第412号艇

### 標的艦
- カテルィーナ2世級戦列艦
  - 第4号繋留廃艦(旧チェスマー)**

### その他
- ドヴァナードツャチ・アポーストリウ級戦列艦
  - 第8号繋留廃艦(旧ドヴァナードツャチ・アポーストリウ)
- ヤロスラーウリ級巡洋艦
  - 第9号係留廃艦(旧ヤロスラーウリ)
- 各種雑役船など